# NHK Trophy de 2005
NHK Trophy de 2005 foi a vigésima sexta edição do NHK Trophy, um evento anual de patinação artística no gelo organizado pela Federação Japonesa de Patinação (em japonês:  日本スケート連盟), e que fez parte do Grand Prix de 2005–06. A competição foi disputada entre os dias 1 de dezembro e 4 de dezembro, na cidade de Osaka, Japão.

## Eventos
- Individual masculino
- Individual feminino
- Duplas
- Dança no gelo

## Medalhistas
| Evento                        | Ouro                                            | Prata                                        | Bronze                                            |
| Individual masculino detalhes | Nobunari Oda · Japão                            | Evan Lysacek · Estados Unidos                | Daisuke Takahashi · Japão                         |
| Individual feminino detalhes  | Yukari Nakano · Japão                           | Fumie Suguri · Japão                         | Elena Liashenko · Ucrânia                         |
| Duplas detalhes               | Zhang Dan · Zhang Hao · China                   | Aliona Savchenko · Robin Szolkowy · Alemanha | Utako Wakamatsu · Jean-Sébastien Fecteau · Canadá |
| Dança no gelo detalhes        | Marie-France Dubreuil · Patrice Lauzon · Canadá | Albena Denkova · Maxim Staviski · Bulgária   | Anastasia Grebenkina · Vazgen Azrojan · Armênia   |

## Resultados

### Individual masculino
| Pos.              | Nome                 | Nacionalidade  | Pontos | PC         | PL          |
| ----------------- | -------------------- | -------------- | ------ | ---------- | ----------- |
| Medalha de ouro   | Nobunari Oda         | Japão          | 216.39 | 74.15 (2)  | 142.24 (2)  |
| Medalha de prata  | Evan Lysacek         | Estados Unidos | 213.55 | 71.05 (3)  | 142.50 (1)  |
| Medalha de bronze | Daisuke Takahashi    | Japão          | 205.30 | 77.70 (1)  | 127.60 (3)  |
| 4                 | Christopher Mabee    | Canadá         | 171.65 | 54.55 (9)  | 117.10 (4)  |
| 5                 | Kevin van der Perren | Bélgica        | 170.55 | 60.05 (6)  | 110.50 (6)  |
| 6                 | Ben Ferreira         | Canadá         | 169.72 | 54.10 (10) | 115.62 (5)  |
| 7                 | Yannick Ponsero      | França         | 166.20 | 64.20 (4)  | 102.00 (10) |
| 8                 | Ivan Dinev           | Bulgária       | 165.71 | 59.31 (7)  | 106.40 (7)  |
| 9                 | Takeshi Honda        | Japão          | 165.54 | 62.50 (5)  | 103.04 (9)  |
| 10                | Roman Serov          | Israel         | 164.91 | 58.91 (8)  | 106.00 (8)  |
| 11                | Stefan Lindemann     | Alemanha       | 154.92 | 53.50 (11) | 101.42 (11) |

### Individual feminino
| Pos.              | Nome             | Nacionalidade  | Pontos | PC         | PL         |
| ----------------- | ---------------- | -------------- | ------ | ---------- | ---------- |
| Medalha de ouro   | Yukari Nakano    | Japão          | 158.66 | 56.22 (2)  | 102.44 (3) |
| Medalha de prata  | Fumie Suguri     | Japão          | 158.48 | 52.60 (6)  | 105.88 (1) |
| Medalha de bronze | Elena Liashenko  | Ucrânia        | 156.52 | 53.64 (5)  | 102.88 (2) |
| 4                 | Miki Ando        | Japão          | 154.34 | 54.56 (4)  | 99.78 (4)  |
| 5                 | Kimmie Meissner  | Estados Unidos | 152.18 | 56.10 (3)  | 96.08 (5)  |
| 6                 | Carolina Kostner | Itália         | 145.42 | 58.64 (1)  | 86.78 (7)  |
| 7                 | Sarah Meier      | Suíça          | 142.56 | 52.46 (7)  | 90.10 (6)  |
| 8                 | Annette Dytrt    | Alemanha       | 125.38 | 46.90 (8)  | 78.48 (8)  |
| 9                 | Viktória Pavuk   | Hungria        | 125.04 | 46.82 (9)  | 78.22 (9)  |
| 10                | Karen Venhuizen  | Países Baixos  | 105.56 | 37.92 (10) | 67.64 (10) |
| 11                | Miriam Manzano   | Austrália      | 103.30 | 36.62 (11) | 66.68 (11) |

### Duplas
| Pos.              | Nome                                     | Nacionalidade  | Pontos | PC        | PL         |
| ----------------- | ---------------------------------------- | -------------- | ------ | --------- | ---------- |
| Medalha de ouro   | Zhang Dan / Zhang Hao                    | China          | 171.46 | 60.86 (2) | 110.60 (1) |
| Medalha de prata  | Aliona Savchenko / Robin Szolkowy        | Alemanha       | 170.84 | 61.06 (1) | 109.78 (2) |
| Medalha de bronze | Utako Wakamatsu / Jean-Sébastien Fecteau | Canadá         | 138.62 | 47.98 (4) | 90.64 (3)  |
| 4                 | Viktoria Borzenkova / Andrei Chuvilaev   | Rússia         | 138.42 | 49.14 (3) | 89.28 (4)  |
| 5                 | Brittany Vise / Nicholas Kole            | Estados Unidos | 131.08 | 42.92 (5) | 88.16 (5)  |
| 6                 | Marina Aganina / Artem Knyazev           | Uzbequistão    | 114.08 | 38.52 (6) | 75.56 (6)  |
| 7                 | Rumiana Spassova / Stanimir Todorov      | Bulgária       | 111.52 | 38.06 (7) | 73.46 (7)  |
| WD                | Julia Beloglazova / Andrei Bekh          | Ucrânia        | —      | — (WD)    |            |

### Dança no gelo
| Pos.              | Nome                                   | Nacionalidade | Pontos | DC         | DO         | DL         |
| ----------------- | -------------------------------------- | ------------- | ------ | ---------- | ---------- | ---------- |
| Medalha de ouro   | Marie-France Dubreuil / Patrice Lauzon | Canadá        | 189.72 | 36.41 (1)  | 57.92 (1)  | 95.39 (1)  |
| Medalha de prata  | Albena Denkova / Maxim Staviski        | Bulgária      | 173.23 | 35.10 (2)  | 52.57 (2)  | 85.56 (2)  |
| Medalha de bronze | Anastasia Grebenkina / Vazgen Azrojan  | Armênia       | 162.64 | 29.03 (6)  | 49.71 (3)  | 83.90 (3)  |
| 4                 | Jana Khokhlova / Sergei Novitski       | Rússia        | 158.18 | 30.21 (3)  | 47.16 (4)  | 80.81 (4)  |
| 5                 | Nozomi Watanabe / Akiyuki Kido         | Japão         | 155.56 | 29.50 (4)  | 46.80 (5)  | 79.26 (5)  |
| 6                 | Elena Romanovskaya / Alexander Grachev | Rússia        | 151.98 | 27.57 (8)  | 46.52 (6)  | 77.89 (6)  |
| 7                 | Nóra Hoffmann / Attila Elek            | Hungria       | 151.09 | 28.95 (7)  | 45.68 (7)  | 76.46 (7)  |
| 8                 | Chantal Lefebvre / Arseni Markov       | Canadá        | 146.55 | 29.04 (5)  | 42.67 (8)  | 74.84 (8)  |
| 9                 | Alexandra Zaretski / Roman Zaretski    | Israel        | 142.72 | 26.47 (9)  | 42.44 (9)  | 73.81 (9)  |
| 10                | Anna Zadorozhniuk / Sergei Verbillo    | Ucrânia       | 140.11 | 26.41 (10) | 42.41 (10) | 71.29 (10) |
| 11                | Nakako Tsuzuki / Kenji Miyamoto        | Japão         | 125.82 | 24.13 (11) | 37.12 (11) | 64.57 (11) |

## Quadro de medalhas
| Ordem | País           | Medalha de ouro | Medalha de prata | Medalha de bronze |    | Ordem por total |
| ----- | -------------- | --------------- | ---------------- | ----------------- | -- | --------------- |
| 1     | Japão          | 2               | 1                | 1                 | 4  | 1               |
| 2     | Canadá         | 1               |                  | 1                 | 2  | 2               |
| 3     | China          | 1               |                  |                   | 1  | 3               |
| 4     | Alemanha       |                 | 1                |                   | 1  | 3               |
| 4     | Bulgária       |                 | 1                |                   | 1  | 3               |
| 4     | Estados Unidos |                 | 1                |                   | 1  | 3               |
| 7     | Armênia        |                 |                  | 1                 | 1  | 3               |
| 7     | Ucrânia        |                 |                  | 1                 | 1  | 3               |
| TOTAL | TOTAL          | 4               | 4                | 4                 | 12 | —               |